# Così lontano così vicino
Così lontano così vicino (In weiter Ferne, so nah!) è un film del 1993 diretto da Wim Wenders, vincitore del Grand Prix Speciale della Giuria al 46º Festival di Cannes.
Il film è il sequel de Il cielo sopra Berlino (1987).

## Trama
"Come vorrei essere per una volta uno di loro! Vedere con i loro occhi, ascoltare con le loro orecchie, e decifrare come vivono il tempo, e subiscono la morte. Come sentono l'amore e percepiscono il mondo. Essere uno di loro, per diventare un più luminoso messaggero di luce in questa epoca buia."
(Cassiel a Raphaela nel film)
Dopo la riunificazione tedesca molto è cambiato. Damiel, l'angelo diventato umano, si è fatto una famiglia e Cassiel ancora osserva gli uomini. Anche in lui si sviluppa il desiderio di essere umano, per poter comprendere come meglio raggiungere i destinatari del messaggio di amore e spiritualità di cui gli angeli sono portatori. Per salvare la vita a una bambina, la piccola Raissa, sceglie istintivamente di diventare umano, trovandosi ad affrontare la difficile prova delle sofferenze connaturate a tale condizione. Infatti la misteriosa figura di Emit Flesti (che, letto alla rovescia, risulta essere Time Itself, il Tempo Stesso) dimostrerà in più di un'occasione la sua ostilità per Cassiel, imbrogliandolo ripetutamente e facendolo addirittura precipitare nella spirale dell'alcolismo. Emit infatti è contrario all'esistenza terrena dell'angelo, e si impegna affinché il tempo della sua vita umana (di cui, in quanto personificazione del tempo, è garante) si esaurisca.
Le vicende di Cassiel incrociano svariati personaggi: Michail Gorbačëv, Lou Reed, Damiel e la sua famiglia, l'immancabile Peter Falk (ancora una volta pronto ad appoggiare i suoi compagni ex-angeli nel momento del bisogno), l'anziano autista Konrad, la piccola Raissa e sua madre, il losco uomo d'affari americano Tony Baker e i suoi malavitosi nemici. Sarà proprio nel confronto con questi ultimi, i quali rapiscono gli amici dell'angelo, che Cassiel perderà la vita: durante l'operazione di salvataggio a cui collabora lo stesso Emit Flesti, che fa uso della sua capacità di rallentare il tempo, l'angelo viene ripetutamente colpito dai proiettili di una pistola.
Egli ritorna nella sua condizione angelica, arricchito dalla consapevolezza che gli uomini si limitano a prendere la Luce e conservarla per sé, chiudendosi in tanti piccoli mondi-prigione in cui c'è poco spazio per solidarietà e "redistribuzione" della luce verso il prossimo. Lui e la sua compagna Raphaela ribadiscono comunque la volontà di aiutare gli uomini portando il loro messaggio d'Amore e aiutandoli a guardare attraverso i loro angelici occhi. Il film si conclude con la gioiosa risata di Damiel, che si accorge (grazie al fischio delle orecchie) che l'amico Cassiel non ha cessato di esistere, ma continua a vegliare su di loro in forma di spirito.

## Cameo
Nel film appaiono, interpretando sé stessi, Michail Gorbačëv e Lou Reed. In una breve scena compare anche Yella Rottländer nei panni dell'angelo custode di Phillip Winter, il personaggio di Rüdiger Vogler, riformando così a distanza di 20 anni la coppia protagonista del film Alice nelle città, sempre diretto da Wenders.
Avrebbe dovuto partecipare al film anche Roberto Benigni, ma il comico era impegnato nella lavorazione de Il figlio della Pantera Rosa.

## Colonna sonora
Come nel precedente film di Wenders Fino alla fine del mondo, nella colonna sonora appaiono nomi di primissimo piano quali Lou Reed (che partecipa al film anche come attore, interpretando sé stesso), U2, Johnny Cash e Nick Cave, autore e interprete del brano di chiusura Cassiel Song.
Stay (Faraway, So Close!) degli U2 fu candidata all'edizione del 1994 dei Golden Globe per la migliore canzone originale, riconoscimento che ricevette Streets of Philadelphia di Bruce Springsteen.

## Riconoscimenti
- Festival di Cannes 1993
  - Grand Prix Speciale della Giuria
- Deutscher Filmpreis 1994
  - Miglior fotografia